# ATC kod R05
ATC kod R05 Preparati za kašalj i prehladu su terapeutska podgrupa sistema za anatomsko terapeutsko hemijsku klasifikaciju. Ovaj sistem alfanumeričkih kodova je razvio  za klasifikaciju lekova i drugih medicinskih proizvoda.  Podgrupa R05 je deo anatomske grupe R Respiratorni sistem.

Kodovi za veterinarsku upotrebu (ATCvet kodovi) se mogu formirati stavljanjem slova Q ispred humanih ATC kodova: QR05... ATCvet kodovi bez odgovarajućeg humanog ATC koda su navedeni sa vodećim Q na sledećoj listi.
Nacionalna izdanja ATC klasifikacije mogu da obuhvataju dodatne kodove koji nisu prisutni na ovoj listi.

### R05CAEkspektorajani
R05CA01 Tiloksapol
R05CA02 Kalijum jodid
R05CA03 Guaifenezin
R05CA04 
R05CA05 Koren alteje
R05CA06 Senega
R05CA07 Antimon pentasulfid
R05CA08 Kreozot
R05CA09 Gvajakolsulfonat
R05CA10 Kombinacije
R05CA11 Levoverbenon

### R05CBMukolitici
R05CB01 Acetilcistein
R05CB02 Bromheksin
R05CB03 Karbocistein
R05CB04 Eprazinon
R05CB05 Mesna
R05CB06 Ambroksol
R05CB07 Sobrerol
R05CB08 Domiodol
R05CB09 Letostein
R05CB10 Kombinacije
R05CB11 Stepronin
R05CB12 Tiopronin
R05CB13 Dornaza alfa (dezoksiribonukleaza)
R05CB14 Nelteneksin
R05CB15 Erdostein
R05CB16 Manitol
QR05CB90 Dembreksin hidrohlorid

## R05DSupresanti kašlja, izuzev kombinacija sa ekspektoransima

### R05DA Opijumski alkaloidi i derivati
R05DA01 Etilmorfin
R05DA03 Hidrokodon
R05DA04 Kodein
R05DA05 Opijumski alkaloidi sa morfinom
R05DA06 Normetadon
R05DA07 Noskapin
R05DA08 Folkodin
R05DA09 Dekstrometorfan
R05DA10 Tebakon
R05DA11 Dimemorfan
R05DA12 Acetildihidrokodein
R05DA20 Kombinacije (QR05DA20 Kombinacije opijumskih alkaloida i derivata)
QR05DA90 Butorfanol

### R05DB Drugi supresanti kašlja
R05DB01 Benzonatat
R05DB02 Benproperin
R05DB03 Klobutinol
R05DB04 Izoaminil
R05DB05 Pentoksiverin
R05DB07 Oksolamin
R05DB09 Okseladin
R05DB10 Klofedanol
R05DB11 Pipazetat
R05DB12 Bibenzonijum bromid
R05DB13 Butamirat
R05DB14 Fedrilat
R05DB15 Zipeprol
R05DB16 Dibunat
R05DB17 Droksipropin
R05DB18 Prenoksdiazin
R05DB19 Dropropizin
R05DB20 Kombinacije
R05DB21 Kloperastin
R05DB22 Meprotiksol
R05DB23 Piperidion
R05DB24 Tipepidin
R05DB25 Morklofon
R05DB26 Nepinalon
R05DB27 Levodropropizin
R05DB28 Dimetoksanat

## R05F Supresanti kašlja i ekspektoransi, kombinacije

### R05FA Derivati opijuma i ekspektoransi
R05FA01 Opijumski derivati i mukolitici
R05FA02 Opijumski derivati i ekspektoransi

### R05FB Drigi supresanti kašlja i ekspectoransi
R05FB01 Supresanti kašlja i mukolitici
R05FB02 Supresanti kašlja i ekspectoransi

## R05X Drugi preparati za kašalj
Prazna grupa